# True Story 2
|  | Denne artikel er oprettet af botten PalnaBot ud fra en ekstern database. Den kan derfor have sproglige fejl eller mangler. Denne skabelon kan fjernes efter kontrol af indholdet. |

True Story 2 er en kortfilm instrueret af Poul Berg efter manuskript af Brian Patterson, Poul Berg.

## Handling
Filmholdet fra et amerikansk rekonstruktionsprogram med dårlige seertal er i Danmark med sin excentriske vært. En uheldig lejemorder er på flugt og en korrupt bedemand får en besynderlig begravelse. Virkeligheden og det amerikanske program flyder sammen under mystiske omstændigheder.